# Borsi
Borsi (szlovákul Borša) község Szlovákiában, a Kassai kerület Tőketerebesi járásában.

## Fekvése
Királyhelmectől 24 km-re délnyugatra, Sátoraljaújhelytől 3 km-re keletre, a szlovák-magyar határ mellett, az Alföldön, a Bodrog jobb partján, a Zempléni-hegység déli lábánál található.

## Története
A mai község területén már az újkőkorszakban is éltek emberek. A bükki kultúra emberének emlékeit találták itt meg. A bronzkorban a hallstatti kultúra települése állt itt, ebből a korból bronzeszközök kerültek elő. A 8. századból is találtak itt temetkezéseket, melyeket szlovák kutatók korai szláv síroknak tartanak.[forrás?]
Nevét egy Bors nevű személyről kapta. A „bors” ótörök szó, jelentése: erős.
1221-ben „Borsy” néven említi először egy fennmaradt oklevél. 1284-ben „Borsi”, 1390-ben „Borsy” alakban szerepel a forrásokban. Sárospatak várának uradalmához tartozott. 1284-ben a sátoraljaújhelyi uradalom része. 1322-ben Károly Róbert György fia Mykchnek adományoz itt birtokot. 1387-ben a Perényiek, 1429-ben a Pálóczyak és mások birtoka. 1615-ben a Lorántffy családé. 1557-ben a falu 4 portával adózott.[forrás?]
A falunak 1715-ben 13 adózó háztartása volt. 1787-ben 43 házában 281 lakos élt.

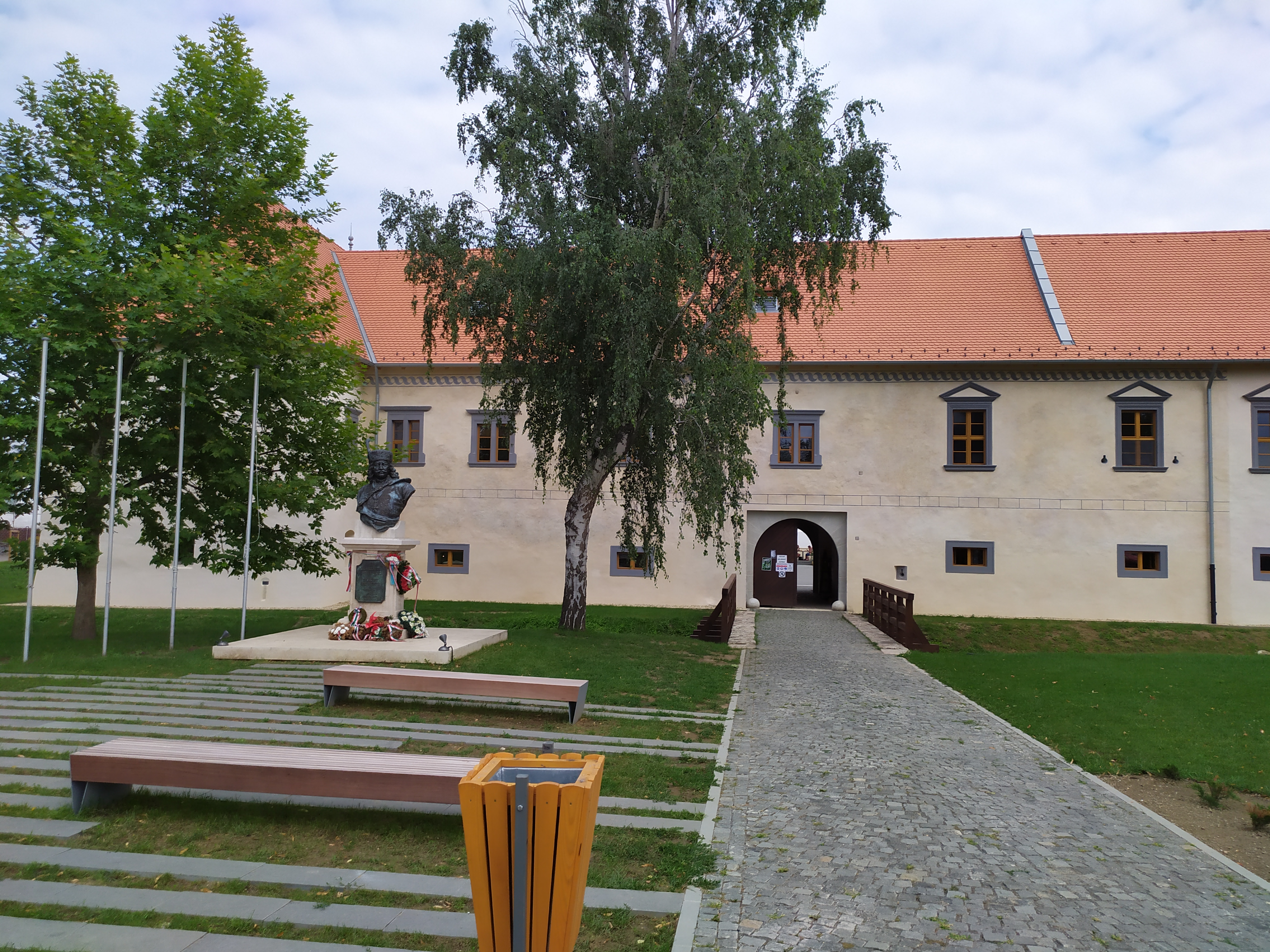
A Rákóczi-kastély bejárata Borsiban

A 18. század végén Vályi András így ír róla: „BORSI. Magyar falu Zemplén Vármegyében, földes Ura Gróf Áspermont Uraság, Bégányiaknak kastellyok vala itten, hajdanában pedig Rákótziaké vólt, fekszik Újhelyhez nem meszsze, sík helyen Bodrog partyához közel, nyárban a’ sok szúnyog miatt lakosai eleget szenyvednek, kelemetes fekvése van, körűlötte erdők vannak, határja két nyomásbéli, ’s minden veteményt bőven hoz, szénája jó, legelője elég, fája tűzre, és épűletre, malma helyben, itatója alkalmatos, eladásra jó módgya Újhelyben, első Osztálybéli.”
1828-ban 77 háza és 565 lakosa volt.
Fényes Elek 1851-ben kiadott geográfiai szótárában így ír a faluról: „Borsi, magyar falu, Zemplén vármegyében, ut. p. Ujhelyhez keletre 1/2 órányira, a Bodrog jobb partján: 116 r., 184 g. kath., 5 evang., 200 ref. lak. Ref. templom. Derék erdő. Szántóföldje 380 h. Régi vára elpusztult. F. u. az Aspremont örök.”
Az itteni birtokot 1892-ben a Széchyektől a Windischgrätz család vette meg. Lakói mezőgazdasággal és bognármesterséggel foglalkoztak.[forrás?]
Borovszky Samu monográfiasorozatának Zemplén vármegyét tárgyaló része szerint: „Borsi, bodrogmenti magyar kisközség 122 házzal és 716, nagyobbrészben gör. kath. vallású lakossal. Postája, távírója és vasúti állomása Sátoraljaújhely. Hajdan ennek határrésze volt, a Borsi mellett, de már a Bodrogon túl fekvő Kovácsi (Koazth) várával együtt. Nevét némelyek Bors vezértől származtatják. Már a százdi apátság 1067-iki alapító levelében szerepel Terra Borsu alakban. A váradi Regestrum is említi 1221-ben. 1219-ben a pataki vár tartozéka volt. IV. Béla 1264-ben Csősz Kércsnek adományozza, de IV. László 1284-ben visszaadja Ujhely várának s e szerint a pataki vár után Ujhely várának volt tartozéka. Ez időben Borsiszer néven van említve. A XIII. század végén Kányi Tamás foglalta el erőszakkal, de Borsa Lóránt a király megbízásából visszafoglalta s ekkor Róbert Károly a maga részére elcseréli a Micz bán utódoktól. 1387-ben Perényi Miklós kap rá kir. adományt. 1429-ben ismét az ujhelyi vár tartozéka és a Palócziak az urai. 1456-ban Vissói Lukácsnak is van itt birtoka, 1499-ben pedig Csáktornyai Ernuszt Jánosnak. 1563-ban Domby Annát és Henyey Miklóst, 1578-ban Henyey Margitot és Zeleméry Miklóst iktatják részeibe. 1598-ban is ő az ura, de 1615-ben Lorántffy Mihályé és ezen a réven a Rákóczyaké lesz. A XVIII. század első felében, a Rákóczyak női ágán, az Aspremont grófi családé lett. III. Károly herczeg Trautsohn Donáthnak adományozta és még ebben az időben is Borsiszer néven szerepel. 1730-ban a Bégányiak zálogos birtoka. 1780-ban a Trautson családnak magva szakadván, a kir. kamara birtokába került, majd a Rákóczyak után, leányágon, a gróf Erdődyekre, ezektől vétel útján a Széchenyiekre, kiktől 1892-ben herczeg Windischgrätz 100,000 forintért vásárolta meg. Itt áll a Rákóczyak hajdan híres várkastélya, mely állítólag még IV. Béla király idejében épült. A várkastély alatt alagút vezet, mely, mielőtt beomlott volna, állítólag, Borsitól, Ujhely alatt a sárospataki várig vonult s ezen az alagúton át menekült – a hagyomány szerint – II. Rákóczy Ferencz, midőn 1701 május havában a császáriak elől Borsiba futott. E várkastélyban született 1676 márcz. 27-én II. Rákóczy Ferencz. A várkastély saroktornyát, a hol az a szoba volt, melyben a nagy szabadsághős legelőször látta meg a napvilágot, emléktáblával jelölték meg, melyet 1882 június 11-én nagy ünnepségek között lepleztek le. Az emléktábla felirata a következő: „Itt született II. RÁKÓCZI FERENCZ 1676. év márczius 27-én. Egyes hű hazafiak és törvényhatóságok áldozatkészségéből emelték a sátoralja-ujhelyi turisták 1881. évben.” Ezek a turisták pedig Sátoraljaújhely lelkes, hazafias polgárai voltak, a kik gyakran rándultak ki Borsiba, hogy a szabadsághős szülőhelyén kegyeletük adóját leróják. A falunak csak református temploma van, mely nagyon régi s építési ideje ismeretlen. A község több ízben elpusztult; 1865-ben egészen leégett, legutóbb pedig 1905. márczius 29-én egy része égett porrá.”
A trianoni diktátumig Zemplén vármegye Sátoraljaújhelyi járásához tartozott, ezután a csehszlovák állam része lett. 1938 és 1944 között újra Magyarország része volt.
A második világháború után a falu magyar lakosságának egy részét áttelepítették Magyarországra, helyükre szlovákok települtek.

## Népessége
| Év:            | 1994. | 2004.   | 2014.   | 2024.   |
| -------------- | ----- | ------- | ------- | ------- |
| Emberek száma: | 1380  | 1253    | 1183    | 1119    |
| Eltérés:       |       | -9,20 % | -5,58 % | -5,40 % |

| Év:            | 2023. | 2024.   |
| -------------- | ----- | ------- |
| Emberek száma: | 1129  | 1119    |
| Eltérés:       |       | -0,88 % |

1910-ben 783-an lakták, ebből 778 fő magyar, 3 szlovák és 2 fő egyéb anyanyelvű volt.
2011-ben 1214 lakosából 644 fő szlovák és 545 magyar volt.
2021-ben 1146 lakosából 687 szlovák, 433 magyar (37,78%), 1 cseh, 1 bolgár, 24 ismeretlen nemzetiségű volt.

## Nevezetességei
- Rákóczi-kastély
- Református temploma román stílusban épült a 13. században, majd a 16. században és 1936-ban átépítették.[2]
- Római katolikus temploma 1936-ban épült.[2]
- Görögkatolikus temploma 1998-ban épült.[2]

## Híres emberek
- Itt született 1676. március 27-én II. Rákóczi Ferenc erdélyi fejedelem.[10]

## Képtár

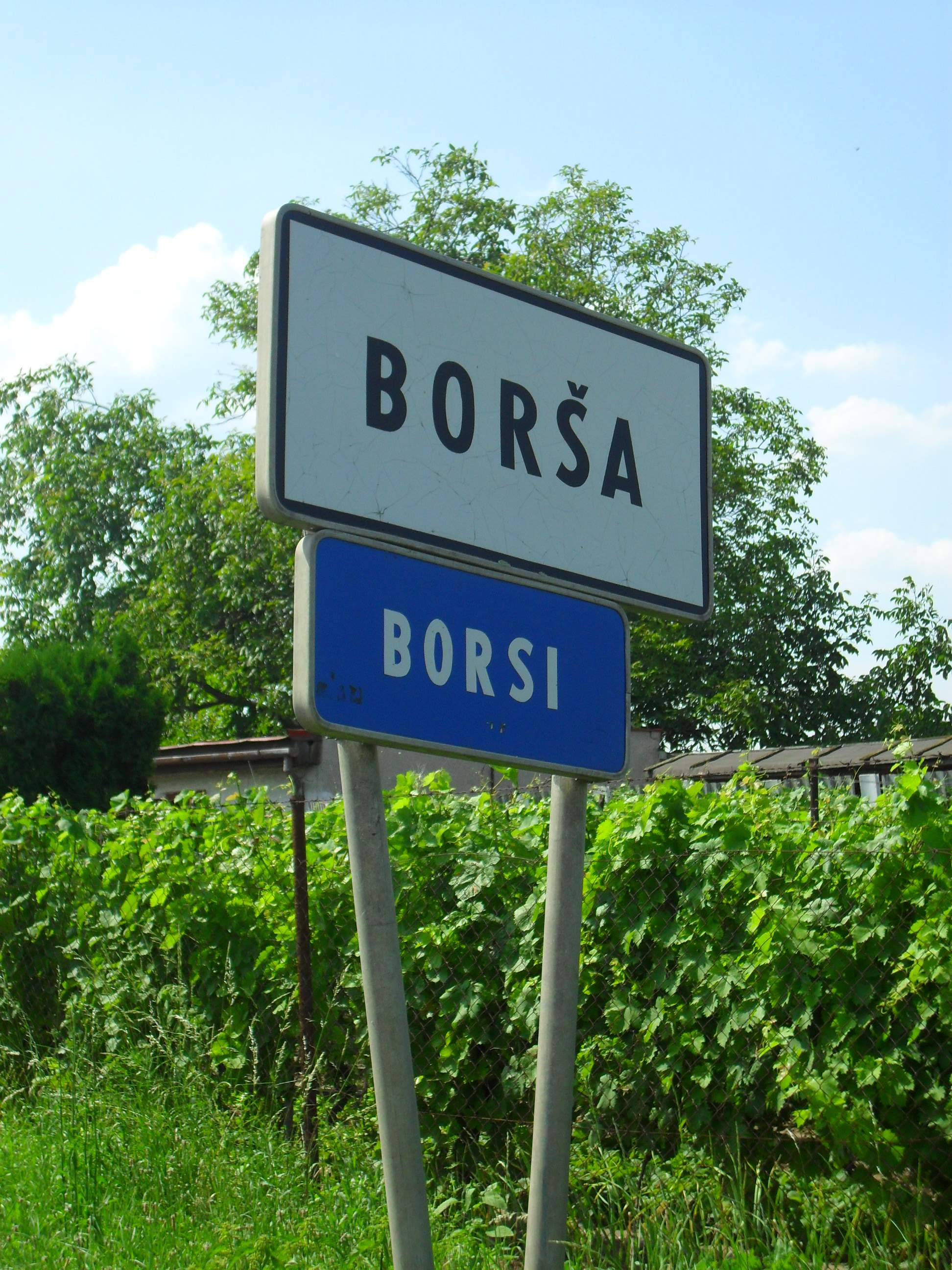
Kétnyelvű helységnévtábla
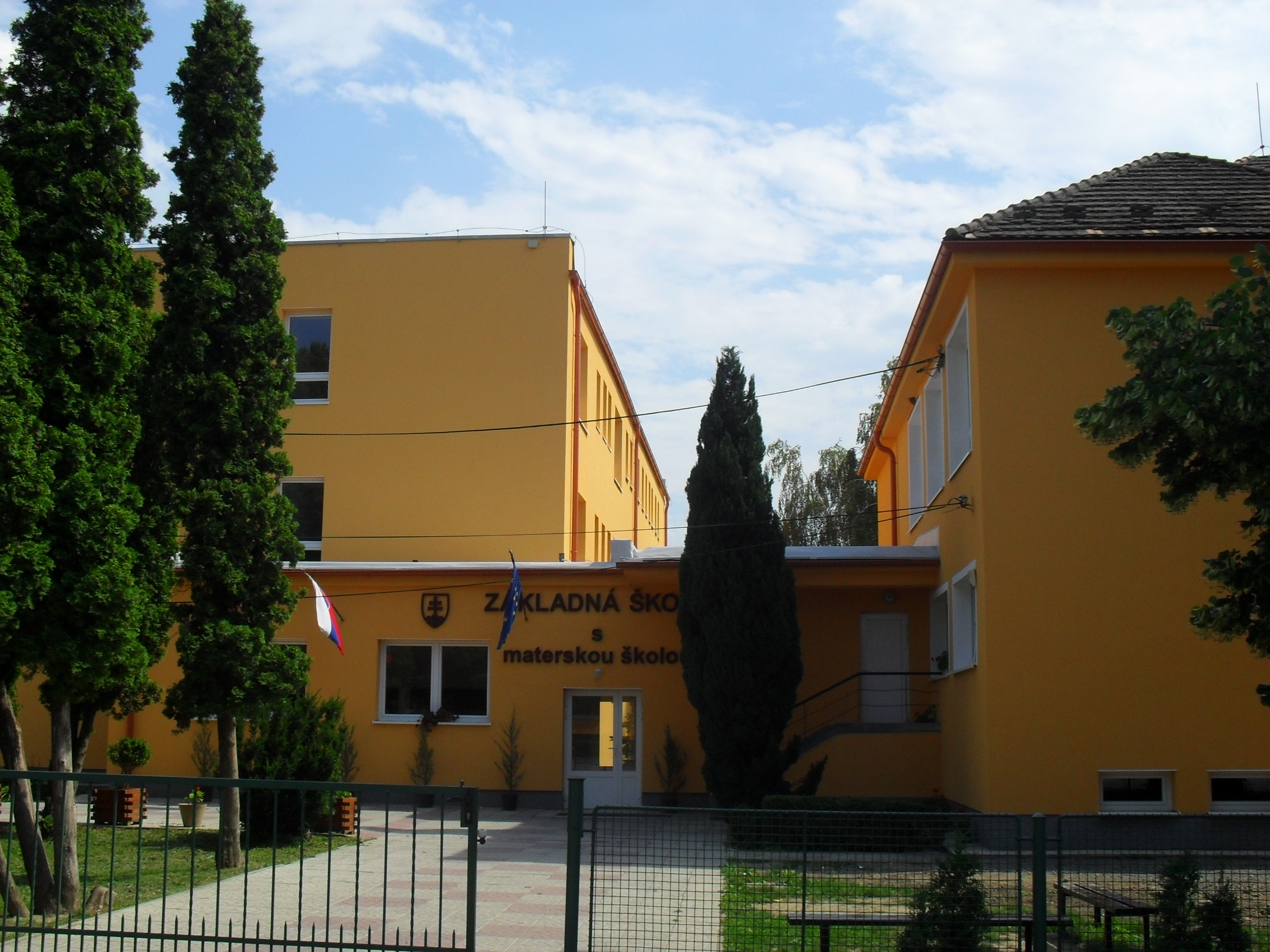
Alapiskola és óvoda
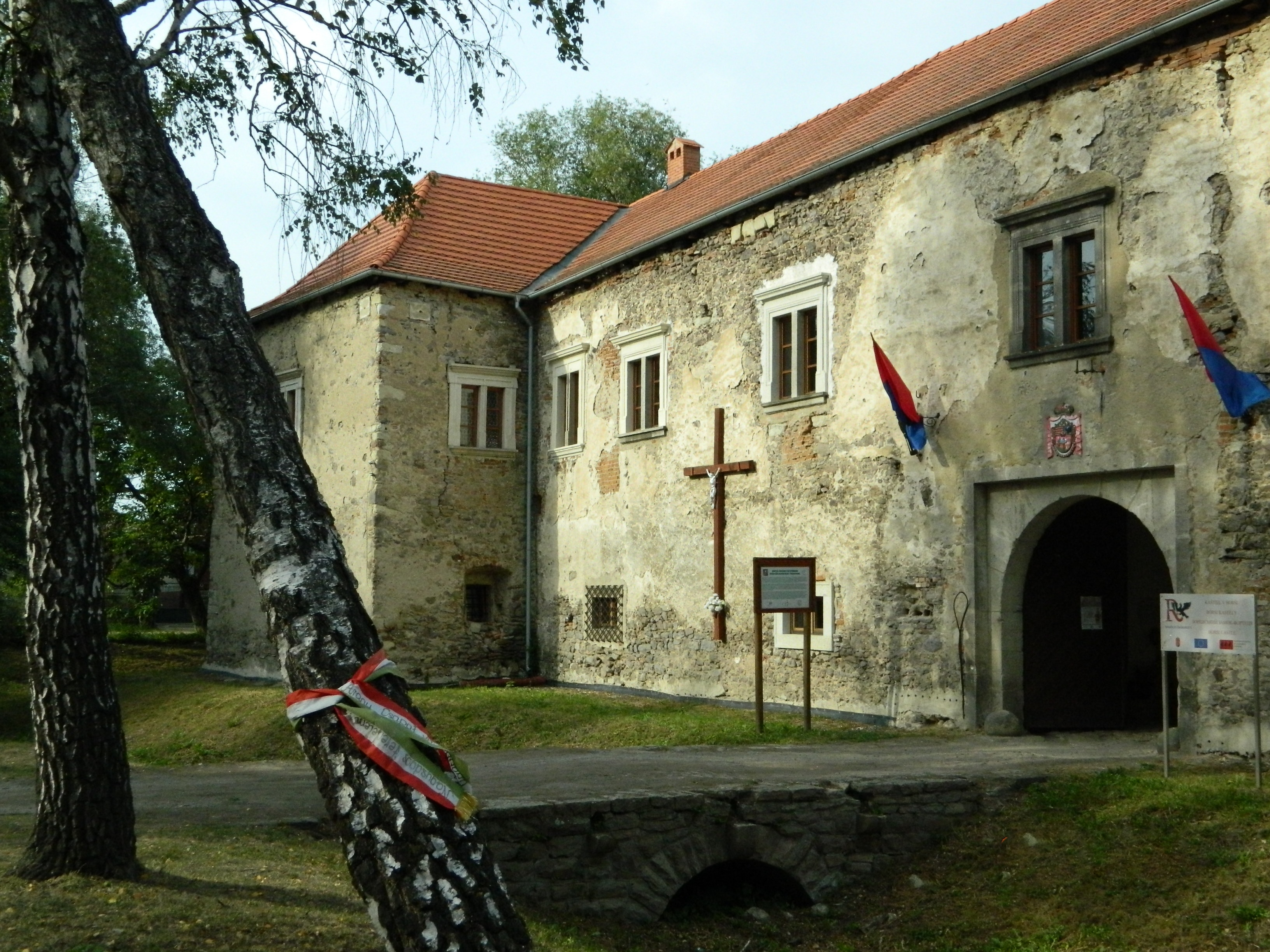
A rekonstrukció előtti Rákóczi-kastély bejárata 2013-ban
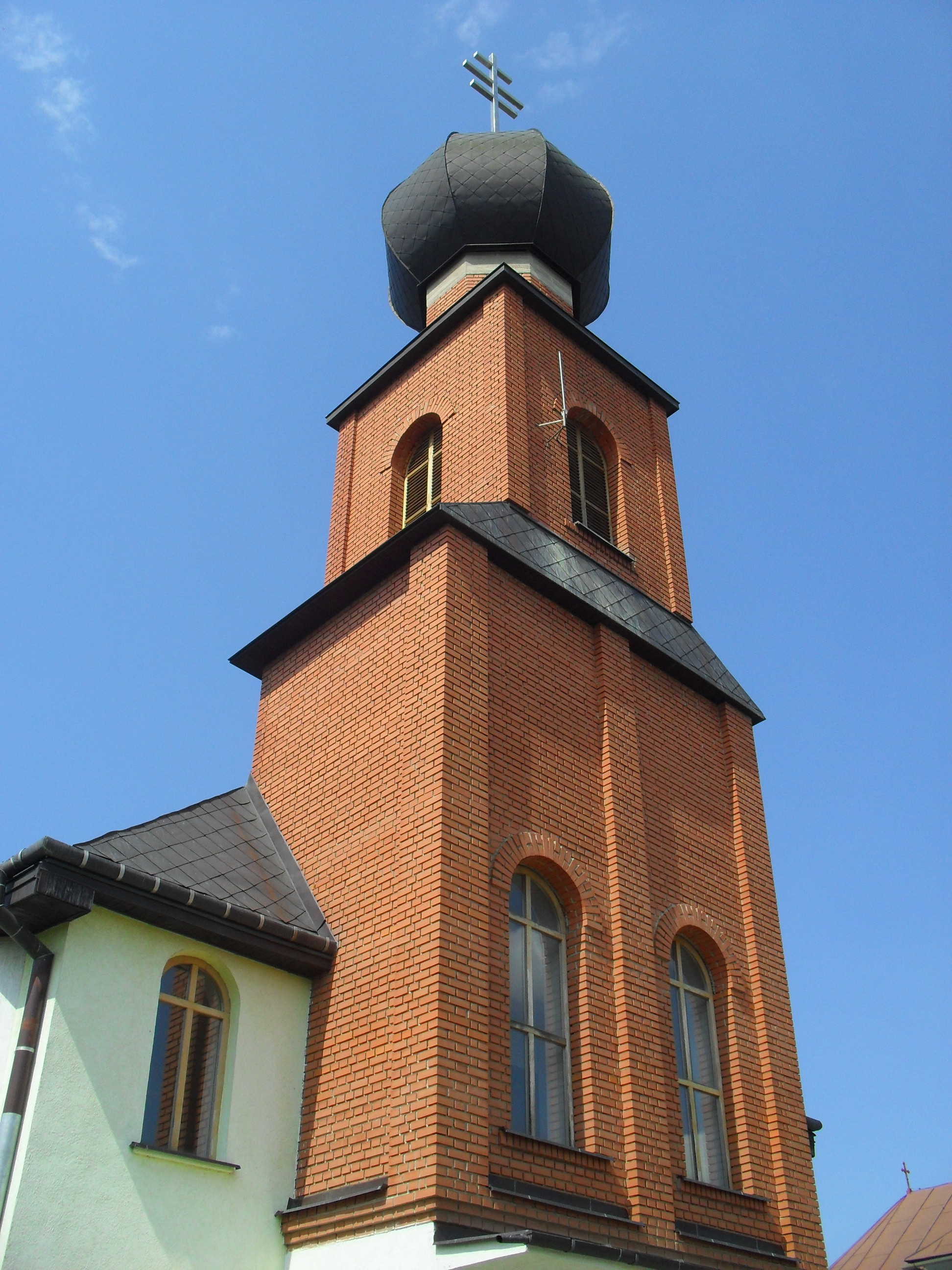
Görögkatolikus templom
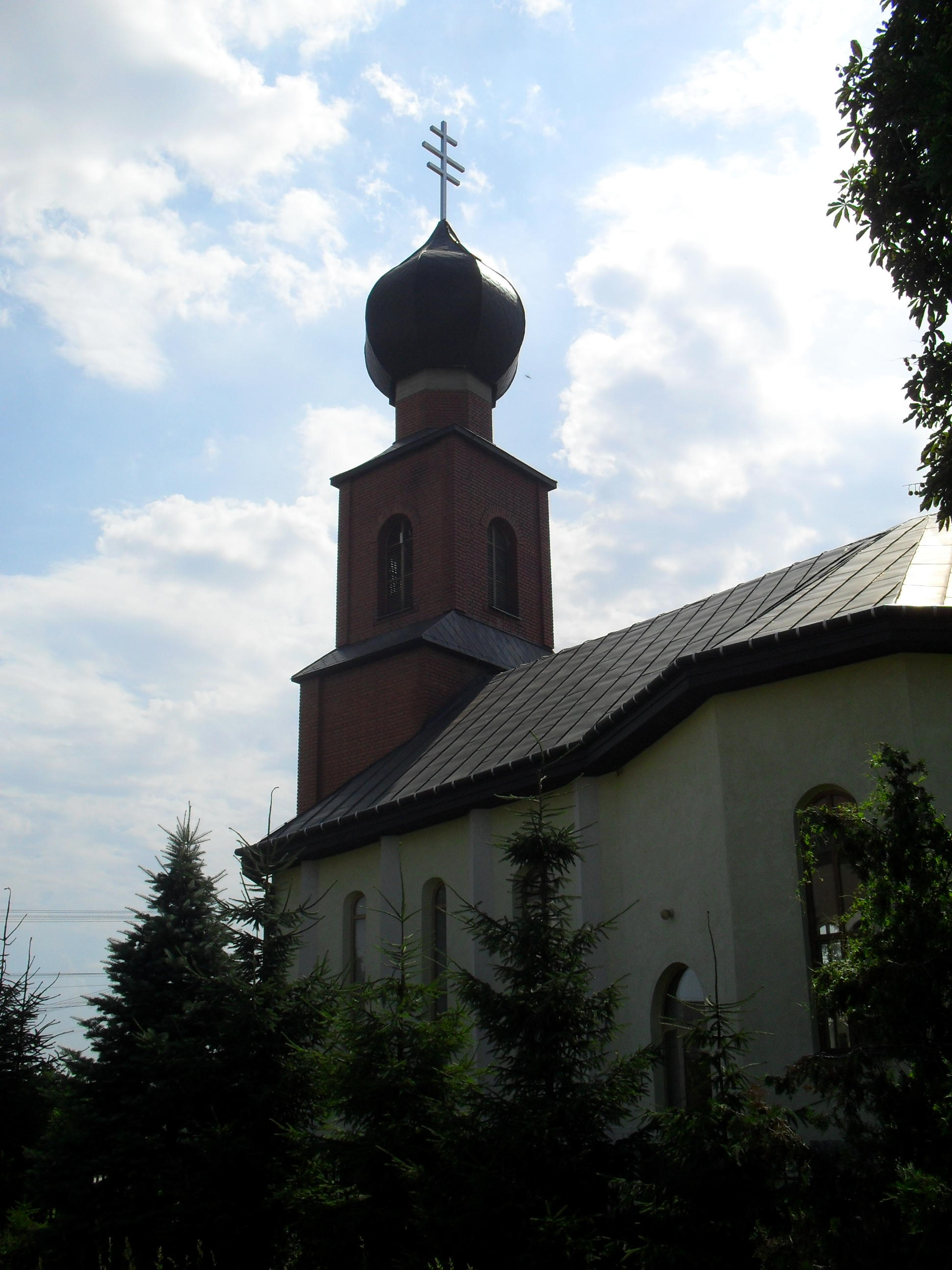
Görögkatolikus templom
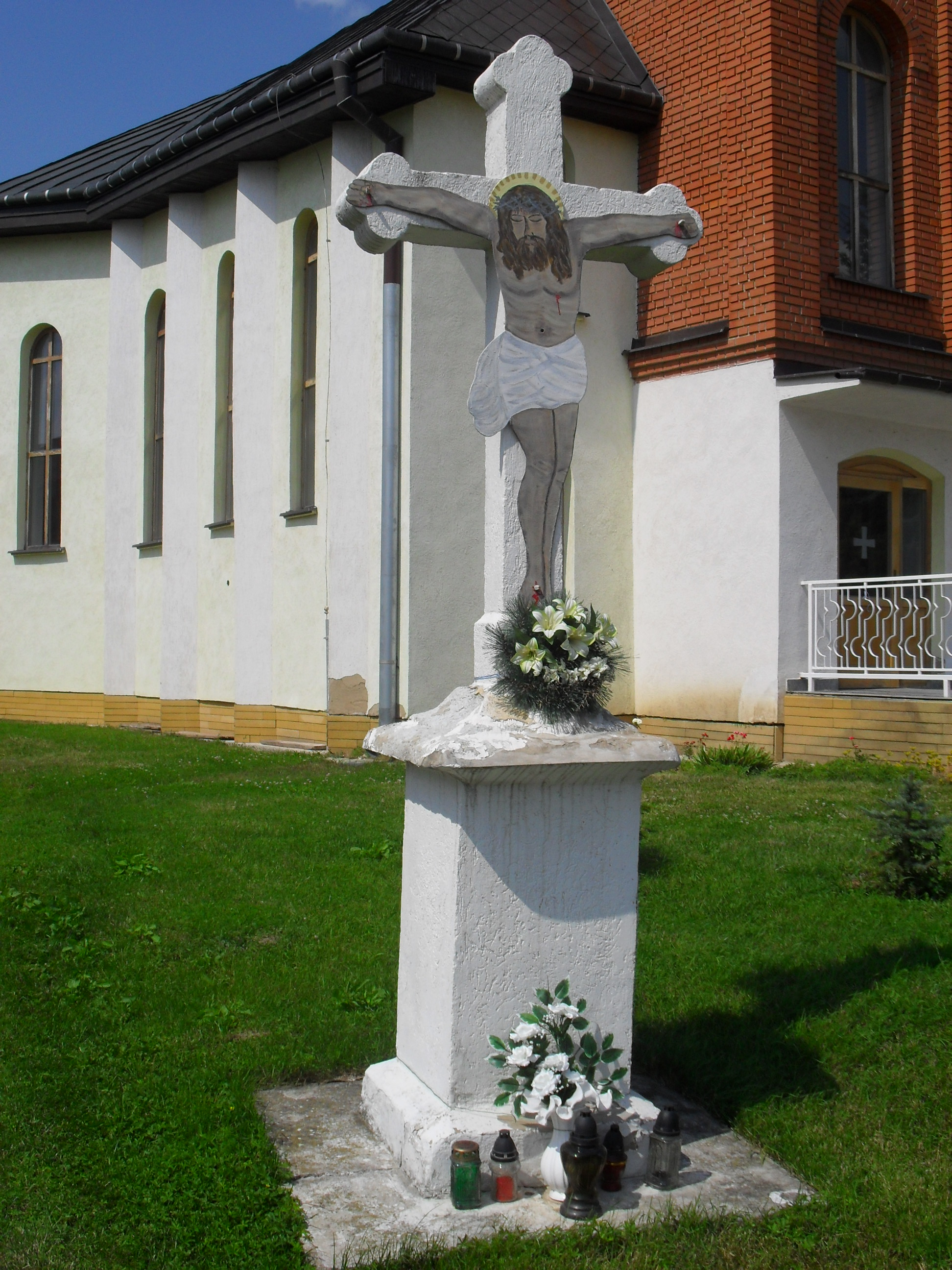
Feszület a görögkatolikus templom mellett
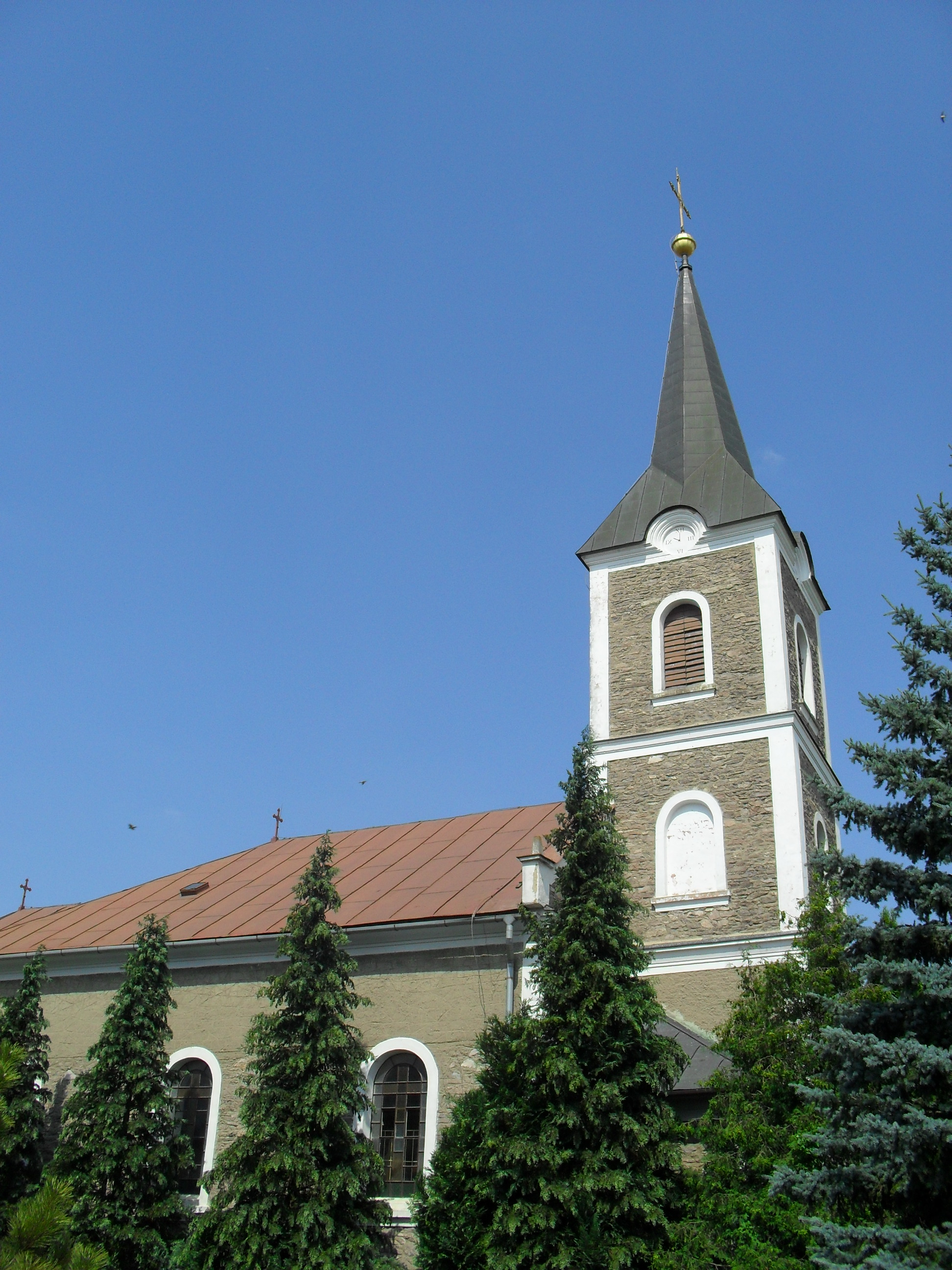
Római katolikus templom
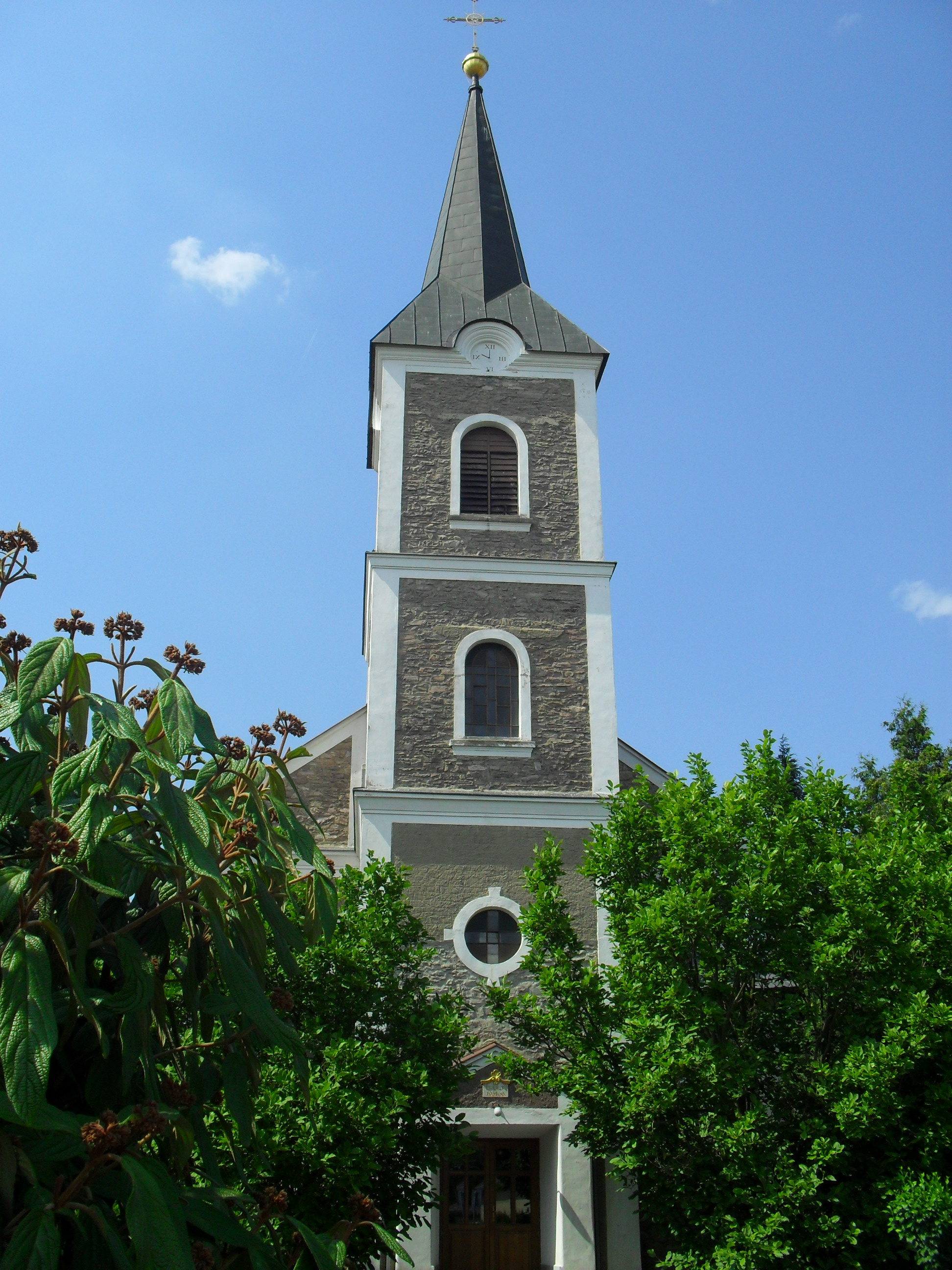
Római katolikus templom
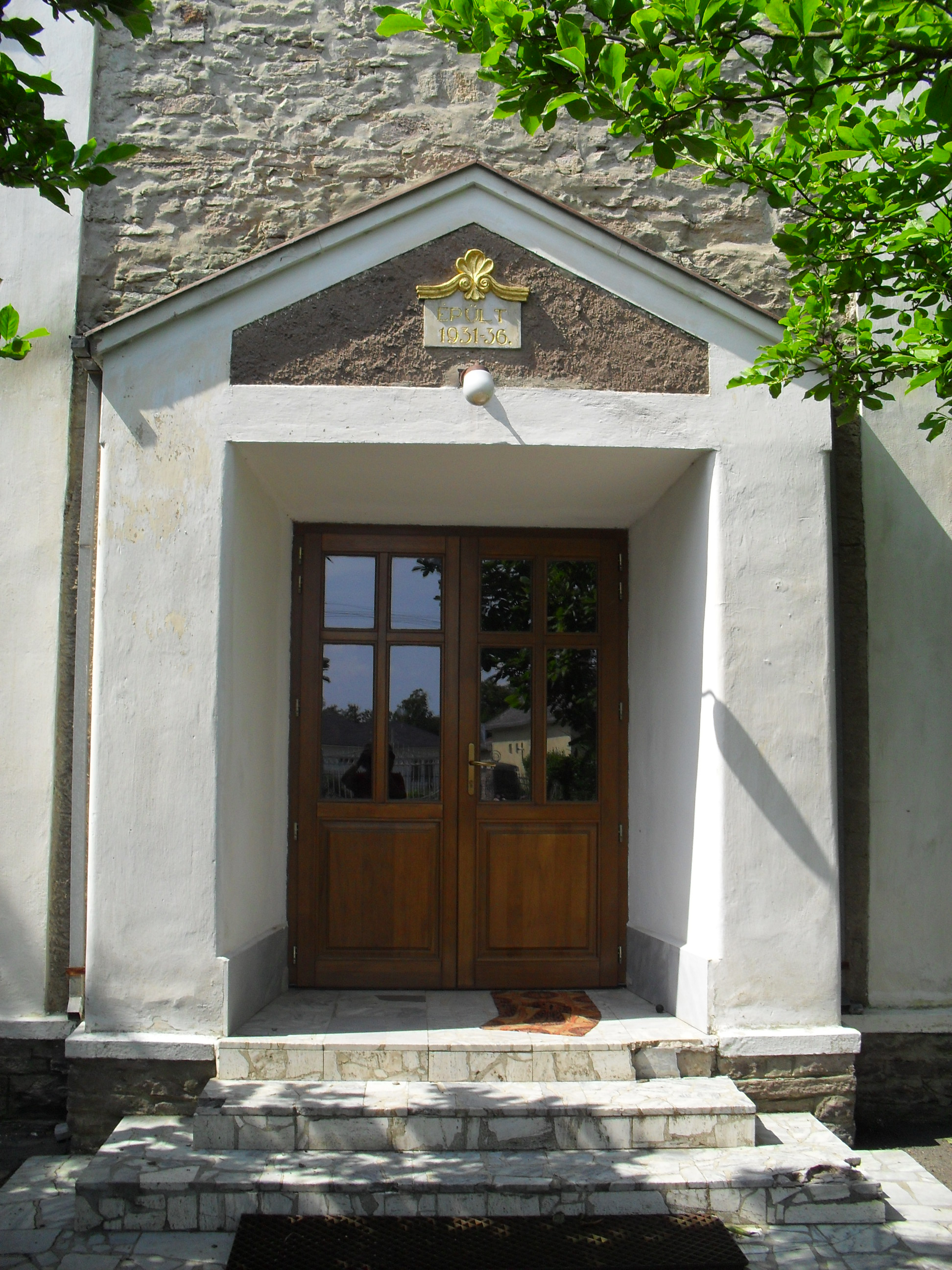
A római katolikus templom bejárata
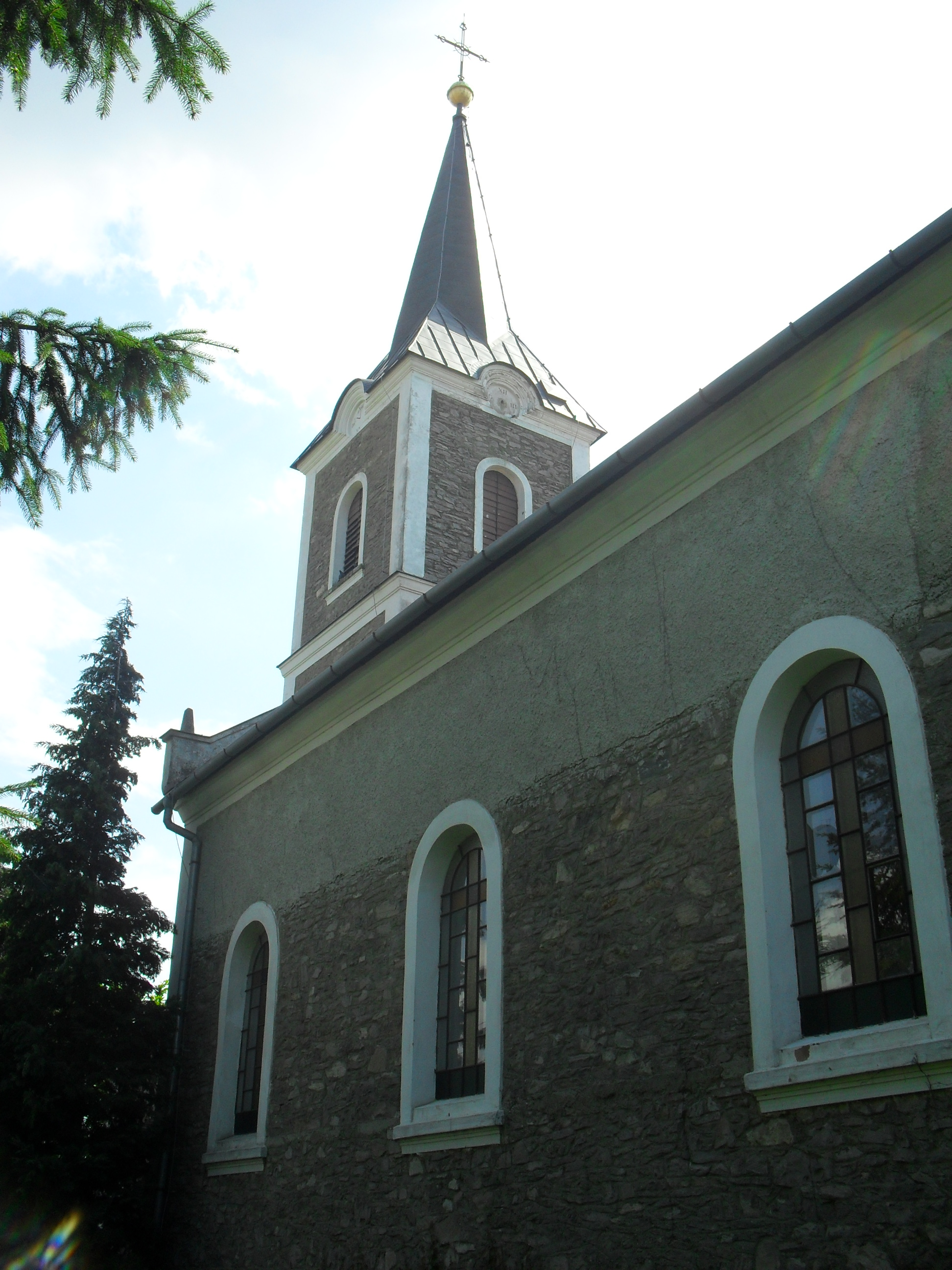
Római katolikus templom
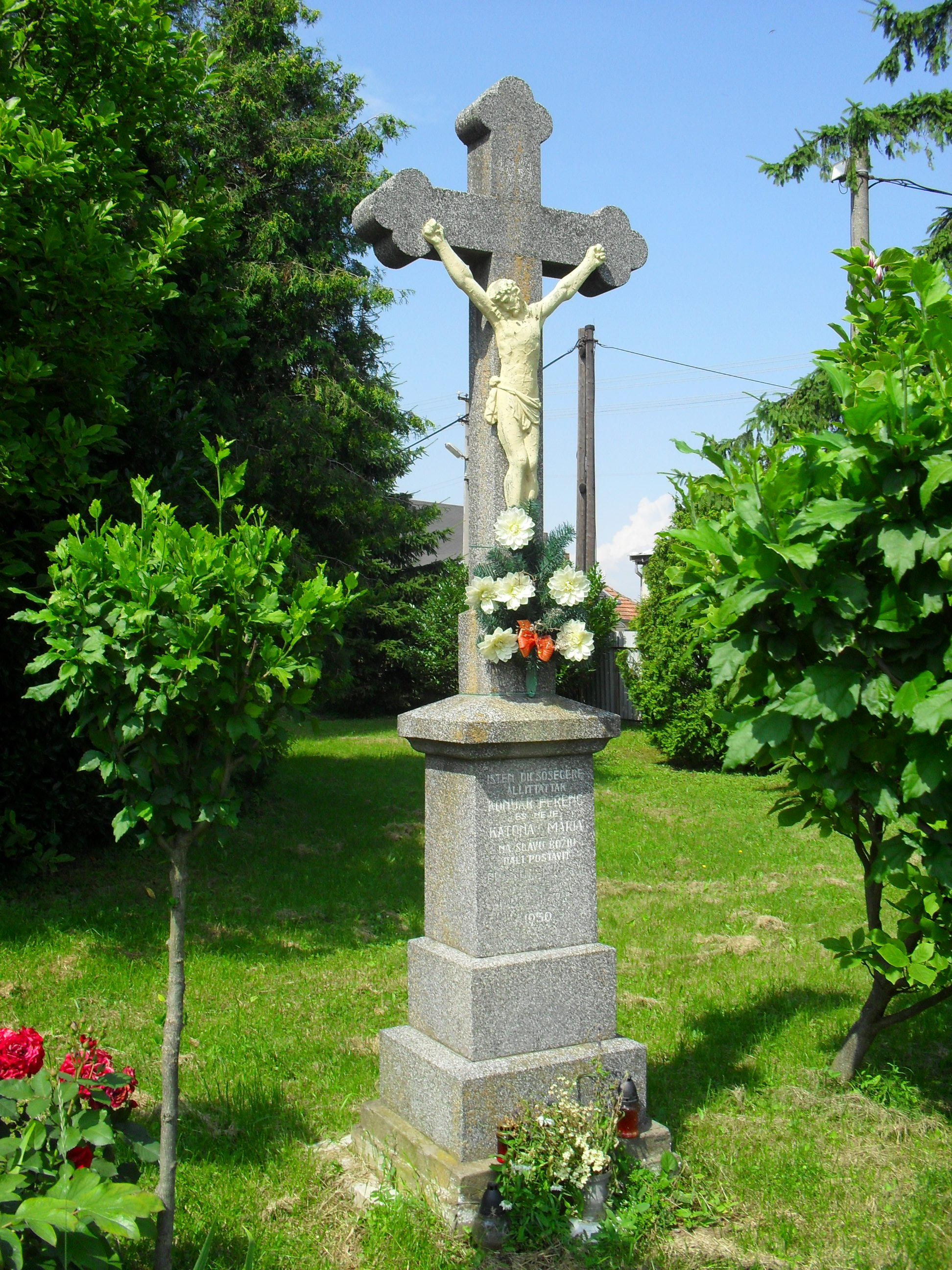
Feszület a római katolikus templom mellett
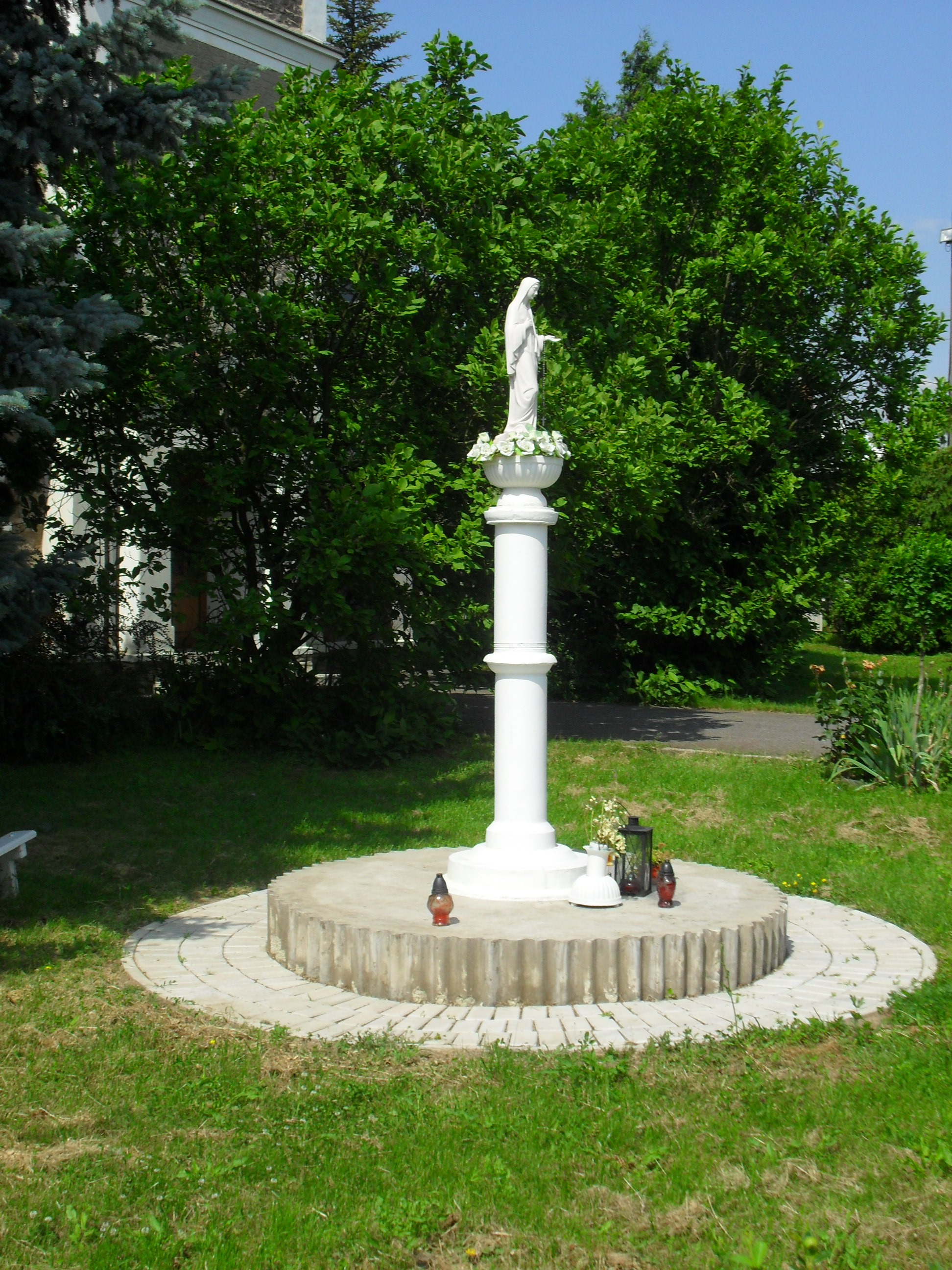
Mária-szobor